# Simon Schürch
Simon Schürch (Rothrist, 2 december 1990) is een Zwitsers roeier. Schürch maakte zijn debuut tijdens de  Wereldkampioenschappen roeien 2010 met een achtste plaats in de lichte-vier-zonder-stuurman. Schürch nam voor de eerste maal deel aan de Olympische tijdens de Olympische Zomerspelen 2012 en behaalde een vijfde plaats in de lichte-vier-zonder-stuurman. Een jaar later behaalde Schürch zijn eerste medaille met een zilveren medaille in de lichte-dubbel-twee tijdens de Wereldkampioenschappen roeien 2013. Op de Wereldkampioenschappen roeien 2015 won Schürch de gouden medaille in de lichte-vier-zonder-stuurman. Een jaar later werd Schürch olympisch kampioen in de lichte-vier-zonder-stuurman tijdens de Olympische Zomerspelen 2016.

## Resultaten
- Wereldkampioenschappen roeien 2010 in Cambridge 8e in de lichte-vier-zonder-stuurman
- Wereldkampioenschappen roeien 2011 in Bled 6e in de lichte-vier-zonder-stuurman
- Olympische Zomerspelen 2012 in Londen 5e in de lichte-vier-zonder-stuurman
- Wereldkampioenschappen roeien 2013 in Chungju  in de lichte-dubbel-twee
- Wereldkampioenschappen roeien 2014 in Amsterdam 9e in de lichte-dubbel-twee
- Wereldkampioenschappen roeien 2015 in Aiguebelette-le-Lac  in de lichte-vier-zonder-stuurman
- Olympische Zomerspelen 2016 in Rio de Janeiro  in de lichte-vier-zonder-stuurman

1996: Victor Feddersen & Niels Henriksen & Thomas Poulsen & Eskild Ebbesen ·
2000: Laurent Porchier & Jean-Christophe Bette & Yves Hocdé & Xavier Dorfman ·
2004: Thor Kristensen & Thomas Ebert & Stephan Mølvig  & Eskild Ebbesen ·
2008: Mads Kruse Andersen & Eskild Ebbesen & Thomas Ebert & Morten Jørgensen·
2012: James Thompson & Matthew Brittain & John Smith & Sizwe Ndlovu ·
2016: Mario Gyr & Simon Niepmann & Simon Schürch & Lucas Tramèr